# Multiclavula sinensis
Multiclavula sinensis é uma espécie de fungo pertencente à família Clavulinaceae.